# Mozilla
Mozilla là tên gọi gốc chính thức của Bộ ứng dụng Mozilla do quỹ Mozilla phát triển, hiện tại được biết đến với tên gọi bộ SeaMonkey.
Tên gọi này được sử dụng theo nhiều cách và kết hợp với nhiều cách diễn đạt khác, mặc dù tất cả đều liên quan đến tập đoàn truyền thông Netscape hiện không còn tồn tại và những phần mềm ứng dụng liên quan đến nó.
Chỉ có 3 thứ từng được diễn đạt bằng duy nhất thuật ngữ "Mozilla" là: tên mã của dự án phần mềm Netscape Navigator, tên chính thức của bộ sản phẩm được đổi tên từ Bộ ứng dụng Mozilla, và linh vật của Netscape.

## Tên mã của Netscape Navigator
Về phương diện lịch sử, Mozilla đã được dùng trong nội bộ làm tên mã cho trình duyệt Netscape Navigator từ khi trình duyệt này bắt đầu ra đời. Tên này đã được Jamie Zawinski đề xuất trong một cuộc họp khi ông còn làm việc tại công ty. It was a reference to the name of the classic fictional monster Godzilla.

## Linh vật của Netscape
Mozilla là linh vật của tập đoàn Netscape Communications hiện đã giải thể, nguyên được gọi là Mosaic Communications Corporation. Ban đầu, linh vật này có hình thức rất đa dạng, trong đó có cả hình dáng một phi hành gia đội mũ, nhưng cuối cùng nó được mặc định là một con thằn lằn giống hình dạng của quái vật Godzilla, và dù sao tên gọi của nó cũng khá giống với tên Godzilla. Kiểu mẫu này được Dave Titus thiết kế năm 1994.
Trong những năm đầu của công ty, Mozilla được đặt trên nền website của Netscape một cách nổi bật. Tuy nhiên, do yêu cầu cần có một tấm ảnh "chuyên nghiệp" hơn cho dự án (đặc biệt là đối với các khách hàng), nó đã bị gỡ bỏ. Mặc dù vậy Mozilla vẫn được tiếp tục sử dụng bên trong Netscape, thường được in lên áo phông của nhân viên, hay sơn lên tường để trang trí ở khu trụ sở của Netscape tại Mountain View.
Khi Netscape mua lại trang web danh mục NewHoo năm 1998, họ đã đề lại nhãn trên dự án danh mục mở (Open Directory Project) với tên nick "dmoz" (Directory of Mozilla - Danh mục Mozilla) để nó trông tương tự với dự án Mozilla. Một bức ảnh của Mozilla được đặt lên tất cả các trang của website, vẫn còn đến bây giờ, mặc dù Netscape đã bị giải thể sau khi bị mua bởi hãng AOL.